# Parafia św. Anny w Chałupkach
Parafia Świętej Anny w Chałupkach – parafia rzymskokatolicka, znajdująca się w diecezji opolskiej, w dekanacie Tworków.